# Стара Косьцельниця
Стара Косьцельниця (пол. Stara Kościelnica, нім. Alt Münsterberg) — село в Польщі, у гміні Мілорадз Мальборського повіту Поморського воєводства.
Населення — 236 осіб (2011).
У 1975-1998 роках село належало до Ельблонзького воєводства.

## Демографія
Демографічна структура станом на 31 березня 2011 року:
|          | Загалом | Допрацездатний вік | Працездатний вік | Постпрацездатний вік |
| -------- | ------- | ------------------ | ---------------- | -------------------- |
| Чоловіки | 107     | 18                 | 76               | 13                   |
| Жінки    | 129     | 22                 | 83               | 24                   |
| Разом    | 236     | 40                 | 159              | 37                   |